# Johann David Hahn

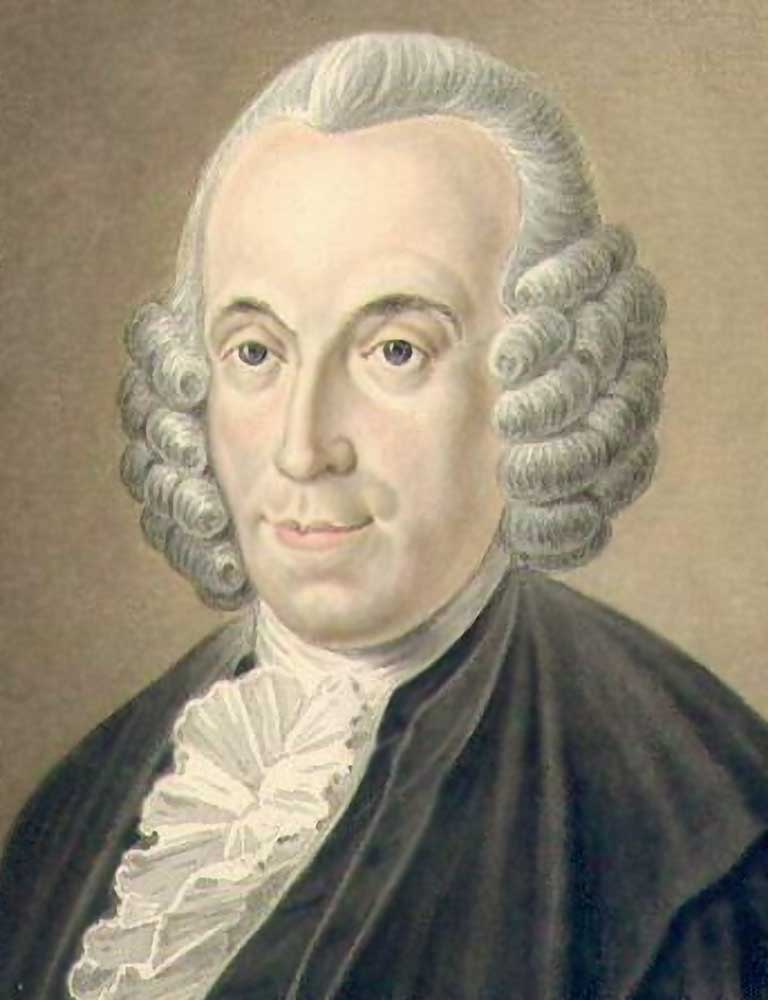
Johann David Hahn

Johann David Hahn (* 9. Juli 1729 in Heidelberg, Kurpfalz; † 9. März 1784 in Leiden, Vereinigte Niederlande) war ein deutscher Physiker, Philosoph, Astronom, Mediziner, Botaniker und Chemiker.

## Leben
Der Sohn des Handelsherrn Heinrich Kaspar Hahn und dessen Frau Eva Katharina Gaub wuchs in einer Familie mit einem nicht unbeträchtlichen Wohlstand auf. So sind seine Brüder Johann Georg Hahn und ein Bruder, der später in Frankfurt am Main agierte, bekannt, aber auch eine Schwester Eva Katharina Hahn (* 22. März 1736 in Heidelberg), welche nach ihrer ersten Ehe die Ehefrau von Gotthold Ephraim Lessing wurde. Nachdem er ausreichende Anleitungen an der Lateinschule seiner Heimatstadt und Privatunterricht erhalten hatte, immatrikulierte er sich am 25. August 1746 unter dem Rektorat seines Verwandten Hieronymus David Gaub (1705–1780) an der Universität Leiden.
Hier absolvierte er weitere Studien und erwarb am 23. April 1751 mit der Abhandlung De efficacia mixtionis in mutandis corporum voluminibus (Leiden 1751) den akademischen Grad eines Doktors der Philosophie und am selben Tag mit der Disputation de Consudine (Leiden 1751) den medizinischen Doktorgrad. Ab 1752 verfolgte er eine Zeit lang die Veröffentlichungen der Akademie der Wissenschaften zu Göttingen, deren korrespondierendes Mitglied er 1753 wurde. Am 1. März 1753 beriefen ihn die Kuratoren der Universität Utrecht zum Professor für Philosophie, experimentelle Physik und Astronomie. Dies ihm übertragene Amt hatte er am 21. Juni 1753 mit der Rede Sermo academicus de scientia naturali ab observationum et experimentorum sordibus repurganda übernommen. Nachdem er sich als Rektor der Alma Mater 1755/56 auch erstmals an den organisatorischen Aufgaben der Hochschule beteiligt und dieses Amt mit der Rede der vera Logica niedergelegt hatte, wurde er am 15. Januar 1759 zum Professor der Medizin, Botanik und Chemie berufen.
Diese Tätigkeit übernahm er am 19. März 1759 mit der Abhandlung Sermo academicus de chemiae cum botanica conjunctione utili et pulchra. 1772/73 war er abermals Rektor der Utrechter Hochschule, welches Amt er mit der Rede De usu venenorum in medicina niederlegte. Am 24. Mai 1775 beriefen ihn die Kuratoren der Leidener Hochschule zum Professor praktische Medizin und Chemie. Diesem Anliegen kam er nach und trat am 25. September 1775 das Amt mit der Rede de medico speculatore an. Gesundheitliche Gründe nötigten ihn am 11. Oktober 1783 seine akademischen Aktivitäten einzustellen. Im Folgejahr starb er.
Hahn beschäftigte sich mit den medikamentösen Giften, die er in der Therapie einzusetzen suchte. Daher beschäftigte er sich auch mit Gegengiften, deren Missbrauch und jenen Entdeckern, die diese auf dem Gebiet der Toxikologie entwickelt hatten.

## Werke
- De efficacia mixtionis in mutandis corporum voluminibus. Leiden 1751 (PDF).
- Disquisitio mechanica de potentiis oblique agentibus. Broedelet, Utrecht 1754. (Digitalisat)
- Oratio de vera Logica. Utrecht 1756.
- Explicatio quaestionum mathematicarum de maximo et minimo in scientia machinali. Utrecht 1761.
- Disp. de igne. Utrecht 1765.
- De mathesi et chemia earumque mutuo auxilio . Broedelet, Utrecht 1768. (Digitalisat)
- Oratio De usu venenorum in medicina. Van Paddenburg, Utrecht 1773. (Digitalisat)
- Oratio de medico speculatore. Van Damme, Leiden 1775. (Digitalisat)

Herausgeberschaften
- Gottfried Wilhelm Schilling comment. De lepra. Leiden 1778.
- J. Walsii Logica Latine versa. Utrecht 1754.